# Львовский завод «Микроприбор»
Львовский завод «Микроприбор» (укр. Львівський завод «Мікроприлад») — прекратившее деятельность промышленное предприятие в Лычаковском районе Львова.

## История

### 1946—1991
История предприятия началась в 1946 году, когда на базе электротехнических мастерских был создан Львовский завод электроизмерительных приборов, который вошёл в число ведущих предприятий города.
В связи с расширением социологических исследований, для социального развития коллектива на предприятии была создана социологическая лаборатория.
В 1975 году на основе завода было создано Львовское производственное объединение «Микроприбор», в состав которого вошли Львовский завод «Микроприбор» (как головное предприятие), а также созданный в 1966 году в городе Самбор завод "Омега", завод "Измеритель" в с. Остров Самборского района, завод "Модуль" в Перемышле, завод "Квант" в Сокале, специальное конструкторское бюро микроэлектроники и приборостроения и ремонтно-строительное управление.
В 1978 году Львовское специальное конструкторское бюро микроэлектроники в приборостроении совместно с львовским производственным объединением "Микроприбор" разработало и подготовило к выпуску настольные электронные часы "Квант" и "Квант-2" с питанием от сети переменного тока напряжением 220 В.
К началу 1981 года производственное объединение выпускало продукцию свыше 150 наименований, в том числе электроизмерительные приборы, приборы автоматики, вычислительную технику, системы дозирования. Цеха предприятия были оснащены новейшими станками, приборами и оборудованием, все основные производственные процессы механизированы и автоматизированы.
Также, в советское время на предприятии выходила многотиражная газета "Электрон" ПО «Микроприбор».
12 марта 1981 года Львовское ПО «Микроприбор» им. 60-летия Советской Украины было награждено орденом Трудового Красного Знамени.
В декабре 1985 года десять специалистов (в том числе, начальник СКБ микроэлектроники и приборостроения Львовского ПО "Микроприбор" М. Г. Рылик) были награждены государственной премией УССР в области науки и техники за разработку теоретических основ изготовления измерительных устройств интегрирующего типа, создания на этой базе и внедрение в серийное производство цифровых измерительных устройств с повышенными точностными и эксплуатационными характеристиками.
В 1985–1988 годах был построен и введён в эксплуатацию новый многоэтажный производственный корпус завода «Микроприбор» на ул. Нищинской, 35 (проект которого разработал д. т. н. Б. Г. Гнидец).
В июле 1989 года запорожский автомобилестроительный завод «Коммунар» начал переговоры о производственной кооперации в изготовлении комплектующих для легковых автомобилей ЗАЗ, 14 марта 1990 года была достигнута договоренность о производстве на «Микроприборе» светотехники для ЗАЗ-1102 «Таврия».
18 января 1990 года в результате реорганизации ПО «Микроприбор» Специальное конструкторское бюро микроэлектроники и приборостроения ПО «Микроприбор» было преобразовано в самостоятельное научно-исследовательское предприятие «Конекс».

### После 1991
После провозглашения независимости Украины, производственное объединение «Микроприбор» было преобразовано в открытое акционерное общество.
15 мая 1995 года Кабинет министров Украины включил завод в перечень предприятий, подлежащих приватизации в течение 1995 года.
В 1996 году завод «Микроприбор» с земельным участком 33 га был передан в частную собственность, после чего хозяйственное положение предприятия осложнилось, а объёмы производства продукции резко снизились. В следующие годы, несмотря на износ и постепенное устаревание оборудования, денежные средства на техническое переоборудование не выделялись.
В 1997—1998 годах занимавшие заводской корпус структурные подразделения предприятия были реорганизованы в самостоятельные организации:
- 9 сентября 1997 года в качестве самостоятельной организации была зарегистрирована заводская столовая
- 26 сентября 1997 года на базе части производственных цехов было образовано дочернее предприятие "Мікроприлад-07", специализацией которого стал выпуск электроизмерительных приборов гражданского назначения
- В ноябре 1997 года в качестве дочернего предприятия "Мікроприлад-Маркет" был зарегистрирован фирменный магазин, открытый в здании завода
- В 1998 году было создано дочернее предприятие "Мікроприлад-господар", которое предоставляло услуги по сдаче в аренду неиспользуемых производственных помещений

В октябре 1999 года Кабинет министров Украины передал полномочия по управлению государственными правами ОАО "Микроприбор" Львовской областной государственной администрации.
В 2005 году было объявлено о реструктуризации завода «Микроприбор». В 2006 году завод остановил производство, часть помещений была продана, а остальные сданы в аренду.
В апреле 2009 года общежитие завода (по ул. Глинянский тракт, 147а) было передано в коммунальную собственность города.
В апреле 2011 года, после завершения инвентаризации неиспользуемых помещений завода «Микроприбор», начальник управления внешнеэкономической деятельности и инвестиций Львовского городского совета С. Кираль сообщил о планах городской администрации отремонтировать помещения завода и сдавать их в аренду с целью увеличения доходов городского бюджета.